# شهرستان گاولان
شهرستان گاولان (به لاتین: Gaolan County) یک منطقهٔ مسکونی در چین است که در لانژو واقع شده‌است. شهرستان گاولان ۲٬۵۵۶ کیلومتر مربع مساحت و ۱۳۱٬۷۸۵ نفر جمعیت دارد.